# 马蒂·拉克索
马蒂·拉克索（芬蘭語：Matti Laakso，1939年3月23日—2020年11月3日），芬兰男子摔跤运动员。他曾代表芬兰参加1960年、1964年和1972年夏季奥林匹克运动会摔跤比赛，最好名次是1960年夏季奥运会的第六名。

## 家庭
弟弟马尔蒂·拉克索。